# باستین هومن
باستین هومن (انگلیسی: Bastian Hohmann؛ زادهٔ ۹ اوت ۱۹۹۰) بازیکن فوتبال اهل آلمان است.
از باشگاه‌هایی که در آن بازی کرده‌است می‌توان به باشگاه فوتبال فیرنسی، باشگاه ورزشی واشاش، و باشگاه فوتبال ارتسگبیرگ آئو اشاره کرد.